# 吉米·平查克
吉米·平查克（Jimmy Jax Pinchak，1996年2月16日—）是美國的一位演員和音樂人，出演過眾多電視節目和電影。他出生在紐澤西州。現在他就讀於康奈爾大學。